# بت شریور
بت شریور (انگلیسی: Beth Shriever؛ زادهٔ ۱۹ آوریل ۱۹۹۹) دوچرخه‌سوار اهل بریتانیا است.
وی در مسابقات کشوری و بین‌المللی در مجموع برندهٔ ۱ مدال طلا شده‌است.